# Matthias Kammel
Matthias Sebastian Kammel (* in Wimbledon, England) ist ein deutscher Radiomoderator.

## Leben
Kammel studierte Geschichte und Spanisch an der Royal Holloway  University of London und war als Moderator beim Studentenradiosender 1287am Insanity Radio in England tätig. Er absolvierte ein Auslandssemester in der kubanischen Hauptstadt Havanna. Als Schlagzeuger spielte er in der Band Steve Cunt And The Bastards. Nach seiner Rückkehr nach Deutschland zog er nach München, wo er eine Tätigkeit beim Lokal-Sender M94.5 aufnahm.
2014 hatte er mit Ron Kühler einen Gastauftritt in der Sendung Verbotene Liebe, wo beide in der Folge Nackte Tatsachen Polizisten spielten.
Seit 2016 moderiert er mit Ron Kühler auf 1LIVE, nachdem beide zuvor bei puls vom Bayerischen Rundfunk gemeinsam die Morning Show moderiert hatten.
In 1LIVE stellte er sich am 15. Juli 2021 dem 1Live Fragenhagel, in dem er verrät, dass seine Spitznamen Sebo und Onkel Matthi lauten.
Seit seiner Kindheit ist Kammel Anhänger von Eintracht Frankfurt.